# 榊彩弥
榊 彩弥（さかき あや、1985年10月13日 - ）は、日本のAV女優。
身長155cm 、スリーサイズ：B90（Fカップ）・W56・H82。趣味、特技：料理

## 略歴
三重県出身。2006年に『超美乳Fcupデビュー』でAVデビュー。

## 作品

### アダルトビデオ
2006年
- 超美乳Fcupデビュー（9月1日、MOODYZ）
- 実話輪姦（10月13日、MOODYZ）共演:香月藍
- 接吻 レズ ふたなり 乱交（11月1日、MOODYZ）共演:川村カンナ、矢口あかり

2007年
- 超美乳激もみFuck!（1月13日、MOODYZ）共演:小泉りか
- 快楽巨乳 拘束M字開脚痴女（2月22日、ヒビノ）
- 人妻の情事10 夫以外の男に中出しされた妻たち（7月13日、隼エージェンシー）他出演:杏珠、岡本きら、小野今日子、日夏ともえ
- 巨乳レイプ4時間（8月1日、MOODYZ）※総集編
- こだわりの手コキ 4時間SP 5 30人のハンドメイド（8月11日、隼エージェンシー）他29名出演
- 巨乳パラダイス（8月19日、BRAVO）他出演:西野ひなた、早坂めぐみ
- オナニスト 第18章（9月8日、隼エージェンシー）他多数出演
- ハイモザ 中出しFUCK4時間（10月13日、MOODYZ）※総集編
- フェラコレ2007秋SP（10月13日、隼エージェンシー）他多数出演
- 巨乳騎乗位4時間（11月1日、MOODYZ）※総集編

2008年
- KISS MANIA キスマニア Vol.5（2月19日、BRAVO）他多数出演
- 巨乳中出し4時間! 2（7月19日 BRAVO）他出演:福沢あや、春名えみ、長谷川なぁみ、早坂めぐ、高瀬七海、有永すずか、松坂るい、田中杏里、小春